# Från djupet av mitt hjärta
Från djupet av mitt hjärta är ett svenskt genredrama från 2014. Filmen är regisserad av Magnus Hedberg, som tidigare gjort Sista dagen (2006), och producerad av Solid Entertainment. I de centrala rollerna ses Félice Jankell, Jessica Raita, Rasmus Luthander och Sven Boräng. Filmen hade svensk biopremiär 8 maj 2015.

## Handling
Madde är en ung kvinna, som behöver komma bort från såväl sig själv, som från sin omgivning. Då hon får möjlighet att följa med sin kusin (hennes pojkvän och dennes bäste vän), på en avkopplande och naturskön paddlingstur, är hon inte sen att tacka ja.
Det som väntar de fyra ungdomarna i vildmarken, hade dock ingen kunnat räkna med...

## Produktion
Den ursprungliga idén, som utvecklades av Fredrik Myrtell, resulterade i en pilot/trailer, som spelades in i Småland sommaren 2010 med Hedberg som regissör. Denna visades sedan som work in progress på Fantastisk Filmfestival i Lund i september samma år.
Efter piloten kopplade man in manusförfattaren Måns F.G. Thunberg, som utvecklade storyn till ett regelrätt långfilmsmanus, i nära samarbete med både Myrtell och Hedberg. Producent Magnus Paulsson, på Malmöbaserade produktionsbolaget Solid Entertainment, kopplades på projektet tillsammans med samproducent Erik Magnusson från Anagram Film i Lund.
Eftersom naturen och miljöerna har en lika viktig som central roll i handlingen, ägnades stor tid åt att hitta de olika inspelningsplatserna. Samtliga återfinns i Skåne, varifrån man även rekryterade hela filmteamet.
Inspelningen påbörjades i september 2012 (med finansiering från Film i Skåne och filmkonsulent Lena Hansson Varhegyi) och skedde i trakterna kring Häckeberga naturvårdsområde, Rönne å, Stockamöllan, Gunnaröd, Billinge, Nackarpsdalen, Odensjön, Skäralid och Söderåsens nationalpark, samt på Ystad Studios.
Kompletterande scener spelades in under 2013, då man även påbörjade arbetet med att synka och klippa filmen. Ett tidigt smakprov ur filmen visades som work in progress på både filmfestivalen Pixel i Ystad och Fantastisk Filmfestival i Lund, samma år.
Bild och färgbearbetning (s.k. color grading) gjordes av Johan Eklund på Good Film & Post i Malmö, medan ljudbearbetning och slutgiltig ljudmix gjordes av Olle Tannergård (fss), på FlirmFilm i Hököpinge.
Premiärvisningen, för att sluta cirkeln där allt en gång startade, ägde rum på 20-årsjubilerande Fantastisk Filmfestival i Lund i september 2014.
Filmen, som distribueras av Stockholmsbaserade Njutafilms, gick upp på utvalda biografer i maj 2015. Däribland Zita (Stockholm), Panora och Spegeln (Malmö), Kino (Lund), Röda Kvarn (Helsingborg).

## Medverkande / roller
- Félice Jankell – Madde
- Jessica Raita – Jessica
- Rasmus Luthander – Andy
- Sven Boräng – Robin
- Anna Rothlin – Maddes mamma
- Andreas Rothlin Svensson – Maddes pappa
- Sannie Stridsberg – Ung Madde 1
- Robin Rothlin – Ung Madde 2